# Love Thy Trophy
"Love Thy Trophy" (em português, "Ame teu Troféu") é o quinto episódio da segunda temporada da série animada Uma Família da Pesada. Originalmente, foi exibida na Fox dos Estados Unidos em 14 de março de 2000. Peter e seus vizinhos ganharam uma premiação por um carro alegórico na parada local. O troféu em questão logo se torna uma obsessão dos vizinhos, que começam a brigar até que o prêmio desaparece. Enquanto isso, Meg compra uma bolsa da Prada com o dinheiro de seu emprego, onde ela afirma mentirosamente que o bebê Stewie é seu filho negligenciado, o qual acaba terminando em uma casa de adoção; os vizinhos resolvem suas diferenças e conseguem tirar Stewie do orfanato.

## Enredo
Para a parada do festival de colheita anual de Quahog com carros alegóricos, o tema do episódio de Who's the Boss?, no qual Tony vê Angela nua no chuveiro, é aleatoriamente escolhido por Peter.
O carro alegórico construído por Peter, Quagmire, Cleveland e Joe vence, mas os homens não chegam a uma conclusão de onde o troféu deve ficar. Decidem colocá-lo acima da estrada, suspenso pelas estátuas do carro alegórico. No dia seguinte, o prêmio desaparece; imediatamente, todos começam a suspeitar um dos outros do roubo.
Meg consegue um emprego em uma casa de panquecas e pode comprar uma bolsa da Prada para si mesma. Ela faz com que o dono do restaurante, Flappy, acredite que Stewie é seu bebê para que obtivesse o trabalho. A garota chega a conclusão de que se todos os clientes acreditassem que Stewie é um bebê viciado em crack e que ela é uma mãe solteira, ganharia gorjetas maiores. O menino concorda com a ideia, já que adora as panquecas do restaurante.
Uma mulher do Serviço de Proteção Infantil pergunta sobre o endereço de Meg a Flappy. Na Rua Spooner, os vizinhos brigam pelo troféu desaparecido e Joe, Quagmire e Cleveland rapidamente falam mal sobre os Griffins, o que leva a mulher colocar Stewie em uma casa de adoção, onde ele vive com crianças islãs, africanas, asiáticas, siquistas, inuítes e mexicanas de sua idade. Peter, Lois, Quagmire, Cleveland, Loretta, Joe e Bonnie deixam seus conflitos de lado e tentam salvar o bebê. Quando uma missão de espionagem falha, eles tentam trocar a bolsa da Prada de Meg por Stewie. Na mesma noite, Rod Serling revela que Brian queimou o troféu no quintal dos Griffins. Brian assassina Serling com uma pá e queima o homem.
Durante os créditos, Stewie é visto na cama com febre após comer todas as panquecas de Flappy, então um clone do garoto (provavelmente uma alucinação) é visto rastejando pelo teto e, em seguida, sua cabeça gira.

## Produção

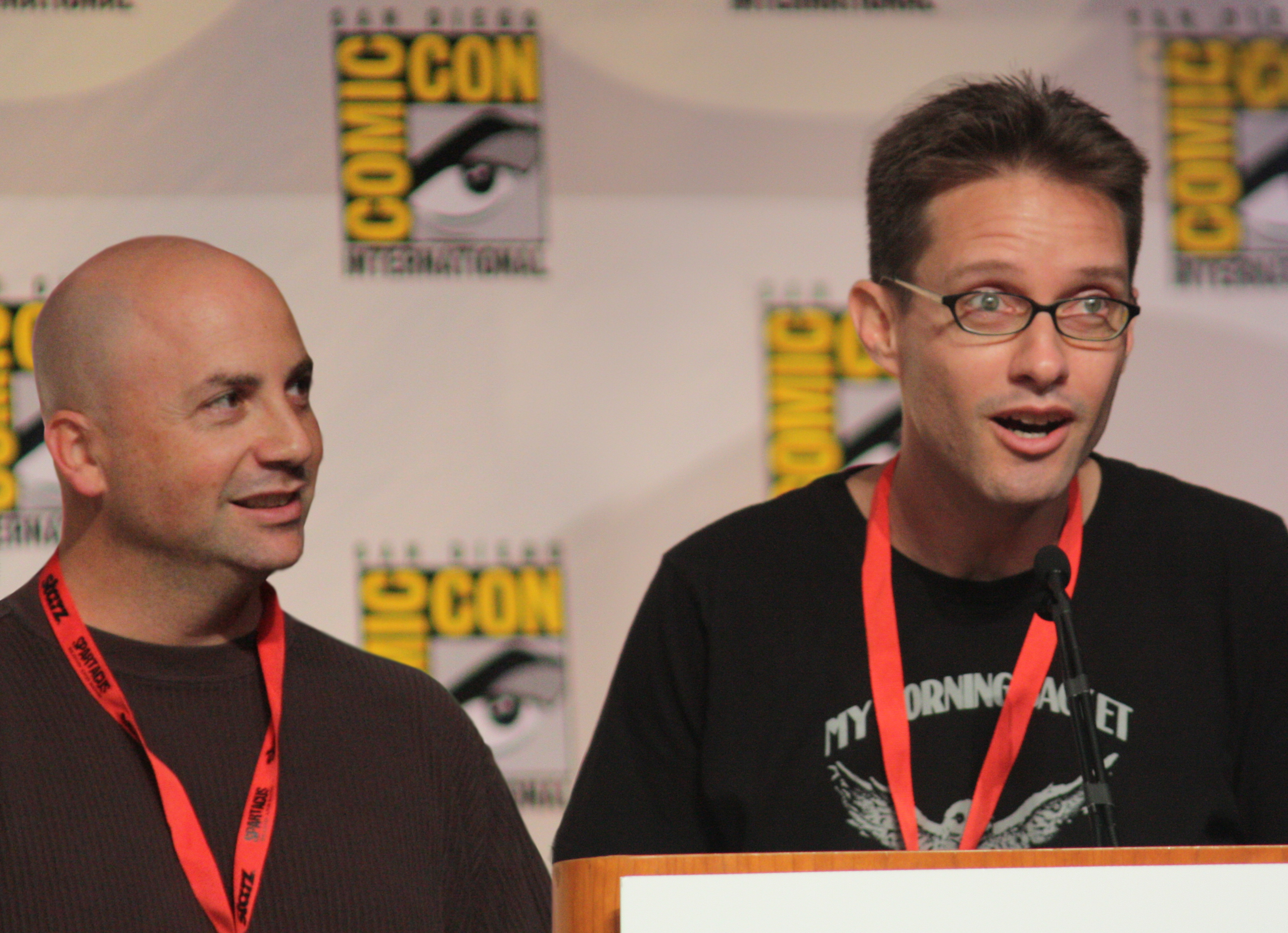
Mike Barker e Matt Weitzman escreveram o episódio.

O episódio foi escrito pela equipe Mike Barker e Matt Weitzman e dirigido por Jack Dyer antes da conclusão da produção da segunda temporada.

## Recepção
Em uma avaliação de 2008, Ahsan Haque da IGN classificou o episódio em 9.3/10, dizendo que "a história neste episódio fluiu notavelmente bem" e os cortes foram "cortados ao mínimo", assim, grande parte da história forneceu o humor. Também notou que "Ame teu Troféu" teve "algumas revelações interessantes de personagens".